# Quintus Ligarius
Quintus Ligarius was een Romeins politicus en een van de moordenaars van Julius Caesar.
Hij diende het eerst onder Gnaius Pompeius Magnus maior als legatus in Africa. Hij streed vervolgens (49 v.Chr.) tegen de door Caesar daarheen gezonden veldheer  Curio. In 45 v.Chr. streed hij tegen Caesar zelf. Hij werd door deze gevangengenomen en verbannen.
Doch op voorspraak van zijn vrienden,  inzonderheid van Marcus Tullius Cicero, die Ligarius  tegen een aanklacht van zijn vijand Aelius Tubero verdedigde, ontving hij genade, daar Caesar er belang bij had om de krachtige en invloedrijke redenaar voor zich te winnen.
Later schijnt Ligarius evenwel aan de samenzwering van Brutus en Cassius te hebben deelgenomen.

## Referentie
- art. Ligarii (1), in F. Lübker - trad. ed. J.D. Van Hoëvell, Classisch Woordenboek van Kunsten en Wetenschappen, Rotterdam, 1857, p. 544.